# Incredible String Band
Incredible String Band (ISB) – szkocki zespół folkrockowy, powstały w 1965. Zespół był jedną z pierwszych i najbardziej wpływowych grup brytyjskiego psychodelicznego rocka i hipisowskiego folk rocka.
Incredible String Band (pol. "Niesamowity zespół strunowy") został założony w Glasgow w 1965 przez szkockich muzyków folkowych: Robina Williamsona, Mike’a Herona i Clive’a Palmera. Nagrali oni swój dobrze przyjęty debiutancki folkowy album The Incredible String Band w 1966. Była to płyta zawierająca własne kompozycje Williamsona i Herona oraz utwory tradycyjne, w dość minimalistycznych aranżacjach, opierających się na harmonii gitar, mandoliny, głosów wszystkich trzech członków zespołu i skrzypiec Williamsona. Jeszcze przed wydaniem albumu, trio uległo rozwiązaniu. Na fali popularnych wówczas hippisowskich fascynacji Orientem, Palmer wyjechał do Afganistanu, a Williamson podróżował po Maroku, skąd przywiózł egzotyczne instrumenty muzyczne, jak gimbri i sitar. Nadały one następnie zespołowi, który reaktywował się w składzie Heron i Williamson, oryginalne brzmienie, stanowiące eklektyczną mieszankę brytyjskiego folku, hippisowskiego idealizmu, mistycznych wizji i wschodnich aranżacji.
W 1967 zespół nagrał drugą płytę The 5000 Spirits or the Layers of the Onion (pol. dosłownie: "5000 duchów albo warstwy cebuli"), która okazała się dużym sukcesem artystycznym. Na płycie były tylko kompozycje Herona i Williamsona, wzbogacone o nowe instrumentarium. Zespół stał się szybko jedną ze sztandarowych grup wczesnej brytyjskiej psychodelii, a o płycie pochlebnie wspominali m.in. Paul McCartney i Bob Dylan. W tym roku zespół zagrał na Newport Folk Festival. Kolejnymi albumami ISB definiowali hippisowską kontrkulturę. Trzeci album, uznawany przez niektórych za najlepszy, The Hangman's Beautiful Daughter (pol. "Piękna córka kata"), odniósł największy sukces handlowy, utrzymując się przez 27 tygodni na brytyjskich listach przebojów i dochodząc do 5. miejsca, zespół natomiast był wciąż mało znany w USA. W tym samym roku zespół nagrał podwójny album Wee Tam and the Big Huge. W nagraniach zespołu okazyjnie uczestniczyły Rose Simpson i Licorice McKechnie, które następnie w 1969 weszły do składu grupy. W 1969 zespół wystąpił na słynnym festiwalu w Woodstock, aczkolwiek, rezygnując początkowo z występu w deszczu, zdaniem niektórych przegapił szansę na większe spopularyzowanie w USA.
Na przełomie lat 60. i 70. kariera zespołu zaczęła tracić rozpęd. Kolejne albumy Changing Horses z 1969 i I Looked Up (1970) były słabiej przyjęte. W 1970 zespół nagrał płytę U będącą ilustracją do surrealistycznego widowiska baletowo-pantomimicznego; w tym czasie do składu doszedł basista i mim Malcolm LeMaistre. W ciągu następnych lat zespół wydał kilka dalszych płyt, które nie przyniosły już większych sukcesów. Ostatecznie w 1974, na skutek rozbieżności w kierunkach artystycznych między Robinem Williamsonem a Mikiem Heronem, zespół został rozwiązany.
Po rozpadzie, Williamson założył folkową grupę Robin Williamson and His Merry Band, grającą eklektyczną muzykę o wpływach celtyckich, a następnie prowadził karierę solową, a Mike Heron założył rockową grupę Heron. W 1997 obaj główni członkowie ISB dali wspólnie dwa koncerty, po czym w 1999 reaktywowali zespół, wraz z Clive’em Palmerem, Biną Williamson (żoną Robina) i Lawsonem Dando. Zespół prowadził następnie nostalgiczną działalność koncertową. W 2001 Robin i Bina Williamson opuścili grupę, do której doszedł Fluff.

## W zespole występowali
- Mike Heron (śpiew, gitara, sitar, organy Hammonda, cymbały, klawesyn)
- Robin Williamson (skrzypce, śpiew, gitara, mandolina, gimbri, instr. perkusyjne, fletnia Pana, instr. klawiszowe, tin whistle)
- Clive Palmer (gitary, banjo, śpiew) (1965-66, 1999-)
- Rose Simpson (gitara basowa, skrzypce, instr. perkusyjne) ( -1971)
- Licorice McKechnie (skrzypce, harfa, instr. perkusyjne)
- Malcolm LeMaistre (gitara basowa)
- Gerald Dott (instr. klawiszowe) (1972–1974)
- Bina Williamson (1999–2001)
- Lawson Dando (1999-)
- Fluff

## Dyskografia (LP)
- The Incredible String Band (1966)
- The 5000 Spirits or the Layers of the Onion (1967)
- The Hangman's Beautiful Daughter (1968)
- Wee Tam and the Big Huge (1968)
- Changing Horses (1969)
- I Looked Up (1970)
- U (1970)
- Be Glad for the Song Has No Ending (1970)
- Relics (1970, kompilacja)
- Liquid Acrobat as Regards the Air (1971)
- Earthspan (1972)
- No Ruinous Feud (1973)
- Hard Rope and Silken Twine (1974)
- Seasons They Change (1976, kompilacja)